# Poisson-lune lancéolé
Masturus lanceolatus, Masturus
Genre
Espèce
Statut de conservation UICN

 LC : Préoccupation mineure
Le Poisson-lune lancéolé (Masturus lanceolatus, unique représentant du genre monotypique Masturus) est une espèce de poissons actinoptérygiens de la famille des Molidae.

## Description
Il peut mesurer 3,37 mètres de long et peser 2 tonnes. Comme les autres espèces de poissons-lunes, il fait partie des plus grands poissons osseux au monde.

## Répartition

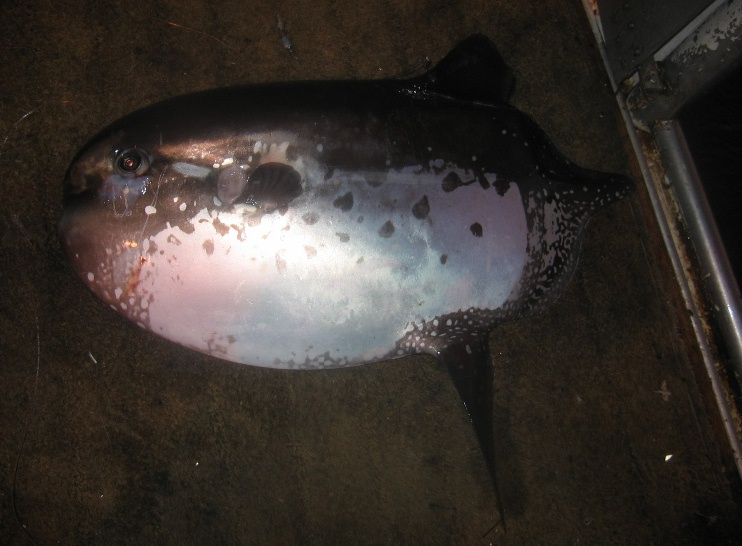
Un spécimen pêché sur le pont d'un navire.

Ce poisson marin (en) a une répartition pantropicale. Il se rencontre dans les eaux tropicales et subtropicales de l'océan Atlantique, de l'océan Indien et de l'océan Pacifique,.

## Le Poisson-lune lancéolé et l'Homme

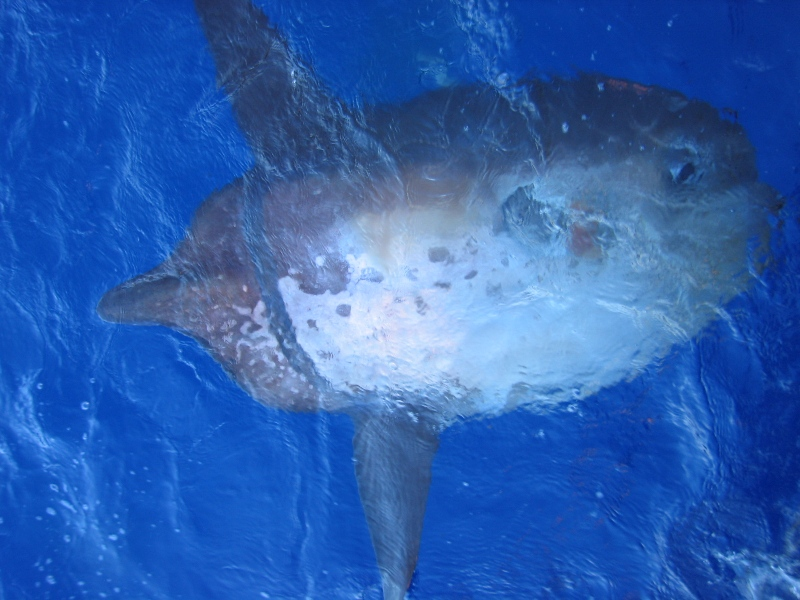
Un spécimen nageant près de la surface.

Le Poisson-lune lancéolé est considéré comme une « espèce de préoccupation mineure » par la liste rouge de l'UICN.

## Taxonomie
Cette espèce a été décrite en 1840 par l'ichtyologiste franco-mauricien François Liénard de la Mivoye sous le protonyme Orthagoriscus lanceolatus Liénard, 1840.
Le genre monotypique Masturus a été décrit en 1884 par le zoologiste américain Theodore Nicholas Gill.

### Dénomination
Le nom vulgaire attesté en français est Poisson-lune lancéolé,.

### Étymologie
Le nom générique, Masturus, dérive du grec ancien μαστός, mastós, « mamelle », et οὐρά, ourá, « queue », et fait référence à la forme wikt:fr:mastoïde de celle-ci.
L'épithète spécifique, du latin lanceolatus, « en forme de lance », fait référence à la forme triangulaire à la jonction entre les nageoires dorsale et anale ressemblant à une queue.

### Publications originales
- François Liénard de la Mivoye, « Description d’une nouvelle espèce du genre Mole (Orthagoriscus, Schn.) découverte à l'Ile Maurice, par M. Liénard », dans la Société cuvierienne (sous la direction de Félix Édouard Guérin-Méneville), Revue zoologique, Paris, imprimerie de Cosson, janvier 1838 (lire en ligne), p. 291-292. Protologue de Masturus lanceolatus.
- (en) Theodore Nicholas Gill, « Synopsis of the plectognath fishes », Proceedings of the United States National Museum, Washington, D.C., Smithsonian Institution, vol. 7, no 448,‎ 1884, p. 411–427 (DOI 10.5479/si.00963801.7-448.411, lire en ligne [PDF], consulté le 11 décembre 2023). Protologue de Masturus.